# A-League Pre-Season Challenge Cup 2005
A-League Pre-Season Challenge Cup 2005 spelades under juli och augusti 2005 som en uppladdning till ligaspelet. Intresset var dock svalt då de flesta klubbarna inte ställde upp med sina bästa laguppställningar. Cupen vanns av Central Coast Mariners.

## Gruppspel

### Grupp A
| Nr | Lag                   | S | V | O | F | GM | IM | MS | P |
| -- | --------------------- | - | - | - | - | -- | -- | -- | - |
| 1  | Melbourne Victory     | 3 | 1 | 2 | 0 | 2  | 1  | +1 | 5 |
| 2  | Perth Glory           | 3 | 1 | 1 | 1 | 4  | 4  | 0  | 4 |
| 3  | Adelaide United       | 3 | 0 | 3 | 0 | 3  | 3  | 0  | 3 |
| 4  | Newcastle United Jets | 3 | 0 | 2 | 1 | 3  | 4  | −1 | 2 |

|      | 22 juli 2005 | Newcastle United Jets | 1 – 1           | Melbourne Victory   | Newcastle International Sports Centre                        |                                                              |
| UTC+ | UTC+         | Craig Deans 28′       | (1 – 0) Rapport | 85′ Archie Thompson | Newcastle, New South Wales Publik: 1 864 Domare: James Lewis | Newcastle, New South Wales Publik: 1 864 Domare: James Lewis |
| UTC+ | UTC+         |                       |                 |                     | Newcastle, New South Wales Publik: 1 864 Domare: James Lewis | Newcastle, New South Wales Publik: 1 864 Domare: James Lewis |
| UTC+ | UTC+         |                       |                 |                     | Newcastle, New South Wales Publik: 1 864 Domare: James Lewis | Newcastle, New South Wales Publik: 1 864 Domare: James Lewis |

|      | 22 juli 2005 | Adelaide United                      | 2 – 2           | Perth Glory                                       | Hindmarsh Stadium                                            |                                                              |
| UTC+ | UTC+         | Ross Aloisi 54′ Michael Valkanis 62′ | (0 – 1) Rapport | 29′ (sjm.) Michael Valkanis 52′ Bobby Despotovski | Adelaide, South Australia Publik: 5 263 Domare: Craig Zetter | Adelaide, South Australia Publik: 5 263 Domare: Craig Zetter |
| UTC+ | UTC+         |                                      |                 |                                                   | Adelaide, South Australia Publik: 5 263 Domare: Craig Zetter | Adelaide, South Australia Publik: 5 263 Domare: Craig Zetter |
| UTC+ | UTC+         |                                      |                 |                                                   | Adelaide, South Australia Publik: 5 263 Domare: Craig Zetter | Adelaide, South Australia Publik: 5 263 Domare: Craig Zetter |

|      | 29 juli 2005 | Adelaide United      | 1 – 1           | Newcastle United Jets | Hindmarsh Stadium                                              |                                                                |
| UTC+ | UTC+         | Michael Valkanis 74′ | (0 – 0) Rapport | 79′ Richard Johnson   | Adelaide, South Australia Publik: 6 750 Domare: Simon Przydacz | Adelaide, South Australia Publik: 6 750 Domare: Simon Przydacz |
| UTC+ | UTC+         |                      |                 |                       | Adelaide, South Australia Publik: 6 750 Domare: Simon Przydacz | Adelaide, South Australia Publik: 6 750 Domare: Simon Przydacz |
| UTC+ | UTC+         |                      |                 |                       | Adelaide, South Australia Publik: 6 750 Domare: Simon Przydacz | Adelaide, South Australia Publik: 6 750 Domare: Simon Przydacz |

|      | 30 juli 2005 | Melbourne Victory   | 1 – 0   | Perth Glory | Olympic Park Stadium                                  |                                                       |
| UTC+ | UTC+         | Archie Thompson 60′ | Rapport |             | Melbourne, Victoria Publik: 4 528 Domare: Peter Green | Melbourne, Victoria Publik: 4 528 Domare: Peter Green |
| UTC+ | UTC+         |                     |         |             | Melbourne, Victoria Publik: 4 528 Domare: Peter Green | Melbourne, Victoria Publik: 4 528 Domare: Peter Green |
| UTC+ | UTC+         |                     |         |             | Melbourne, Victoria Publik: 4 528 Domare: Peter Green | Melbourne, Victoria Publik: 4 528 Domare: Peter Green |

|      | 5 augusti 2005 | Melbourne Victory | 0 – 0   | Adelaide United | Olympic Park Stadium                                |                                                     |
| UTC+ | UTC+           |                   | Rapport |                 | Melbourne, Victoria Publik: 4 687 Domare: Perry Mur | Melbourne, Victoria Publik: 4 687 Domare: Perry Mur |
| UTC+ | UTC+           |                   |         |                 | Melbourne, Victoria Publik: 4 687 Domare: Perry Mur | Melbourne, Victoria Publik: 4 687 Domare: Perry Mur |
| UTC+ | UTC+           |                   |         |                 | Melbourne, Victoria Publik: 4 687 Domare: Perry Mur | Melbourne, Victoria Publik: 4 687 Domare: Perry Mur |

|      | 6 augusti 2005 | Perth Glory                | 2 – 1           | Newcastle United Jets | Perth Oval                                                  |                                                             |
| UTC+ | UTC+           | Bobby Despotovski 12′, 61′ | (1 – 1) Rapport | 29′ Matt Thompson     | Perth, Western Australia Publik: 7 089 Domare: Angelo Nardi | Perth, Western Australia Publik: 7 089 Domare: Angelo Nardi |
| UTC+ | UTC+           |                            |                 |                       | Perth, Western Australia Publik: 7 089 Domare: Angelo Nardi | Perth, Western Australia Publik: 7 089 Domare: Angelo Nardi |
| UTC+ | UTC+           |                            |                 |                       | Perth, Western Australia Publik: 7 089 Domare: Angelo Nardi | Perth, Western Australia Publik: 7 089 Domare: Angelo Nardi |

### Grupp B
| Nr | Lag                    | S | V | O | F | GM | IM | MS | P |
| -- | ---------------------- | - | - | - | - | -- | -- | -- | - |
| 1  | Sydney                 | 3 | 2 | 1 | 0 | 5  | 1  | +4 | 7 |
| 2  | Central Coast Mariners | 3 | 2 | 0 | 1 | 4  | 3  | +1 | 6 |
| 3  | Queensland Roar        | 3 | 1 | 1 | 1 | 6  | 3  | +3 | 4 |
| 4  | New Zealand Knights    | 3 | 0 | 0 | 3 | 1  | 9  | −8 | 0 |

|      | 23 juli 2005 | Central Coast Mariners  | 3 – 1           | Queensland Roar      | Central Coast Stadium                                           |                                                                 |
| UTC+ | UTC+         | Nik Mrdja 22′, 40′, 59′ | (2 – 1) Rapport | 29′ Reece Tollenaere | Gosford, New South Wales Publik: 4 247 Domare: Strebre Delovski | Gosford, New South Wales Publik: 4 247 Domare: Strebre Delovski |
| UTC+ | UTC+         |                         |                 |                      | Gosford, New South Wales Publik: 4 247 Domare: Strebre Delovski | Gosford, New South Wales Publik: 4 247 Domare: Strebre Delovski |
| UTC+ | UTC+         |                         |                 |                      | Gosford, New South Wales Publik: 4 247 Domare: Strebre Delovski | Gosford, New South Wales Publik: 4 247 Domare: Strebre Delovski |

|      | 24 juli 2005 | Sydney                                           | 3 – 1           | New Zealand Knights   | Sydney Football Stadium                                    |                                                            |
| UTC+ | UTC+         | Dwight Yorke 25′ (str.) Sasho Petrovski 45′, 72′ | (2 – 0) Rapport | 83′ Steve Fitzsimmons | Sydney, New South Wales Publik: 8 714 Domare: Ben Williams | Sydney, New South Wales Publik: 8 714 Domare: Ben Williams |
| UTC+ | UTC+         |                                                  |                 |                       | Sydney, New South Wales Publik: 8 714 Domare: Ben Williams | Sydney, New South Wales Publik: 8 714 Domare: Ben Williams |
| UTC+ | UTC+         |                                                  |                 |                       | Sydney, New South Wales Publik: 8 714 Domare: Ben Williams | Sydney, New South Wales Publik: 8 714 Domare: Ben Williams |

|      | 30 juli 2005 | New Zealand Knights | 0 – 5           | Queensland Roar                                                                 | North Harbour Stadium                        |                                              |
| UTC+ | UTC+         |                     | (0 – 2) Rapport | 8′, 9′ Royce Brownlie 82′ Reece Tollenaere 90′ Warren Moon 90′ Massimo Murdocca | Auckland Publik: 3 397 Domare: Peter O'Leary | Auckland Publik: 3 397 Domare: Peter O'Leary |
| UTC+ | UTC+         |                     |                 |                                                                                 | Auckland Publik: 3 397 Domare: Peter O'Leary | Auckland Publik: 3 397 Domare: Peter O'Leary |
| UTC+ | UTC+         |                     |                 |                                                                                 | Auckland Publik: 3 397 Domare: Peter O'Leary | Auckland Publik: 3 397 Domare: Peter O'Leary |

|      | 30 juli 2005 | Central Coast Mariners | 0 – 2   | Sydney                               | Central Coast Stadium                                         |                                                               |
| UTC+ | UTC+         |                        | Rapport | 57′ Steve Corica 79′ Sasho Petrovski | Gosford, New South Wales Publik: 8 362 Domare: Matthew Breeze | Gosford, New South Wales Publik: 8 362 Domare: Matthew Breeze |
| UTC+ | UTC+         |                        |         |                                      | Gosford, New South Wales Publik: 8 362 Domare: Matthew Breeze | Gosford, New South Wales Publik: 8 362 Domare: Matthew Breeze |
| UTC+ | UTC+         |                        |         |                                      | Gosford, New South Wales Publik: 8 362 Domare: Matthew Breeze | Gosford, New South Wales Publik: 8 362 Domare: Matthew Breeze |

|      | 6 augusti 2005 | New Zealand Knights | 0 – 1           | Central Coast Mariners | North Harbour Stadium                   |                                         |
| UTC+ | UTC+           |                     | (0 – 1) Rapport | 5′ Damien Brown        | Auckland Publik: 2 269 Domare: Neil Fox | Auckland Publik: 2 269 Domare: Neil Fox |
| UTC+ | UTC+           |                     |                 |                        | Auckland Publik: 2 269 Domare: Neil Fox | Auckland Publik: 2 269 Domare: Neil Fox |
| UTC+ | UTC+           |                     |                 |                        | Auckland Publik: 2 269 Domare: Neil Fox | Auckland Publik: 2 269 Domare: Neil Fox |

|      | 6 augusti 2005 | Queensland Roar | 0 – 0   | Sydney | Barlow Park                              |                                          |
| UTC+ | UTC+           |                 | Rapport |        | Cairns Publik: 4 500 Domare: Mark Shield | Cairns Publik: 4 500 Domare: Mark Shield |
| UTC+ | UTC+           |                 |         |        | Cairns Publik: 4 500 Domare: Mark Shield | Cairns Publik: 4 500 Domare: Mark Shield |
| UTC+ | UTC+           |                 |         |        | Cairns Publik: 4 500 Domare: Mark Shield | Cairns Publik: 4 500 Domare: Mark Shield |

## Slutspel

### Slutspelsträd
|  | Semifinaler            | Semifinaler |   |  | Final                  | Final |  |
|  |                        |             |   |  |                        |       |  |
|  |                        |             |   |  |                        |       |  |
|  | Melbourne Victory      | 1           |   |  |                        |       |  |
|  | Central Coast Mariners | 3           |   |  |                        |       |  |
|  |                        |             |   |  |                        |       |  |
|  |                        |             |   |  |                        |       |  |
|  |                        |             |   |  | Central Coast Mariners | 1     |  |
|  |                        | Perth Glory | 0 |  |                        |       |  |
|  |                        |             |   |  |                        |       |  |
|  |                        |             |   |  |                        |       |  |
|  |                        |             |   |  |                        |       |  |
|  |                        |             |   |  |                        |       |  |
|  | Sydney                 | 0           |   |  |                        |       |  |
|  | Perth Glory            | 1           |   |  |                        |       |  |

### Semifinaler
|      | 12 augusti 2005 | Melbourne Victory | 1 – 3           | Central Coast Mariners                         | Olympic Park Stadium                                  |                                                       |
| UTC+ | UTC+            | Mark Byrnes 31′   | (1 – 1) Rapport | 39′ (str.), 53′ Tom Pondeljak 66′ Damien Brown | Melbourne, Victoria Publik: 4 500 Domare: Mark Shield | Melbourne, Victoria Publik: 4 500 Domare: Mark Shield |
| UTC+ | UTC+            |                   |                 |                                                | Melbourne, Victoria Publik: 4 500 Domare: Mark Shield | Melbourne, Victoria Publik: 4 500 Domare: Mark Shield |
| UTC+ | UTC+            |                   |                 |                                                | Melbourne, Victoria Publik: 4 500 Domare: Mark Shield | Melbourne, Victoria Publik: 4 500 Domare: Mark Shield |

|      | 14 augusti 2005 | Sydney | 0 – 1           | Perth Glory   | Sydney Football Stadium                                    |                                                            |
| UTC+ | UTC+            |        | (0 – 0) Rapport | 90′ Nick Ward | Sydney, New South Wales Publik: 3 424 Domare: Ben Williams | Sydney, New South Wales Publik: 3 424 Domare: Ben Williams |
| UTC+ | UTC+            |        |                 |               | Sydney, New South Wales Publik: 3 424 Domare: Ben Williams | Sydney, New South Wales Publik: 3 424 Domare: Ben Williams |
| UTC+ | UTC+            |        |                 |               | Sydney, New South Wales Publik: 3 424 Domare: Ben Williams | Sydney, New South Wales Publik: 3 424 Domare: Ben Williams |

### Final
|      | 20 augusti 2005 | Central Coast Mariners | 1 – 0           | Perth Glory | Central Coast Stadium                                         |                                                               |
| UTC+ | UTC+            | Stewart Petrie 39′     | (1 – 0) Rapport |             | Gosford, New South Wales Publik: 6 609 Domare: Matthew Breeze | Gosford, New South Wales Publik: 6 609 Domare: Matthew Breeze |
| UTC+ | UTC+            |                        |                 |             | Gosford, New South Wales Publik: 6 609 Domare: Matthew Breeze | Gosford, New South Wales Publik: 6 609 Domare: Matthew Breeze |
| UTC+ | UTC+            |                        |                 |             | Gosford, New South Wales Publik: 6 609 Domare: Matthew Breeze | Gosford, New South Wales Publik: 6 609 Domare: Matthew Breeze |

## Skytteligan
| Rank | Spelare           | Lag                    | Mål |
| ---- | ----------------- | ---------------------- | --- |
| 1    | Nik Mrdja         | Central Coast Mariners | 3   |
| 1    | Bobby Despotovski | Perth Glory            | 3   |
| 1    | Sasho Petrovski   | Sydney                 | 3   |
| 4    | Michael Valkanis  | Adelaide United        | 2   |
| 4    | Damien Brown      | Central Coast Mariners | 2   |
| 4    | Tom Pondeljak     | Central Coast Mariners | 2   |
| 4    | Archie Thompson   | Melbourne Victory      | 2   |
| 4    | Royce Brownlie    | Queensland Roar        | 2   |
| 4    | Reece Tollenaere  | Queensland Roar        | 2   |